# Успенка (Мошковский район)
Успенка — село в Мошковском районе Новосибирской области. Входит в состав Дубровинского сельсовета. 

## География
Площадь села — 39 гектаров.

## Население
| 2002 | 2007 | 2010 |
| ---- | ---- | ---- |
| 435  | ↗476 | ↘421 |

## Инфраструктура
В селе по данным на 2007 год функционирует 1 учреждение здравоохранения.